# Presa de Neckartal
La presa de Neckar Valley, también conocida como  presa Neckartal , es una presa situada en la región Karas del sur de Namibia. Es una presa curva de gravedad en el  río Fish, cerca de Berseba, a unos 40 kilómetros al noroeste de la capital regional, Keetmanshoop. La construcción comenzó en 2013 y se esperaba inicialmente que terminara en 2017. Desde su terminación en 2018, es la presa más grande de Namibia, casi tres veces la capacidad de la presa de Hardap, situada aguas arriba. El propósito de la presa es apoyar un plan de irrigación de 5000 hectáreas en las cercanías.

## Construcción
La idea de construir una presa cerca de Keetmanshoop ya surgió durante la colonización alemana. Tras la independencia de Namibia en 1990, la planificación comenzó lentamente. Aunque fue aclamado como un prometedor proyecto de creación de empleo, especialmente después de su puesta en marcha debido a su propósito como presa de irrigación, hubo dudas sobre la necesidad de construirlo. La presa Naute en la misma zona, al igual que una presa de riego, está subutilizada. Sin embargo, para un proyecto de riego de 5000 hectáreas como el previsto para la presa Neckartal, la presa Naute se consideró demasiado pequeña.
La empresa italiana Salini Impregilo se adjudicó la licitación de 2800 millones de N$ para construir la presa en marzo de 2012. Después de una impugnación legal por parte de un competidor, la licitación fue retirada, pero fue adjudicada a la misma empresa en agosto de 2013. La construcción comenzó en un mes. Originalmente planeado para tomar 3 años, el proyecto se ha retrasado por un caso judicial y los disturbios laborales. Su finalización se produjo en octubre de 2018, después de lo cual se espera que la fase de llenado dure otros dos años.

## Proceso de construcción

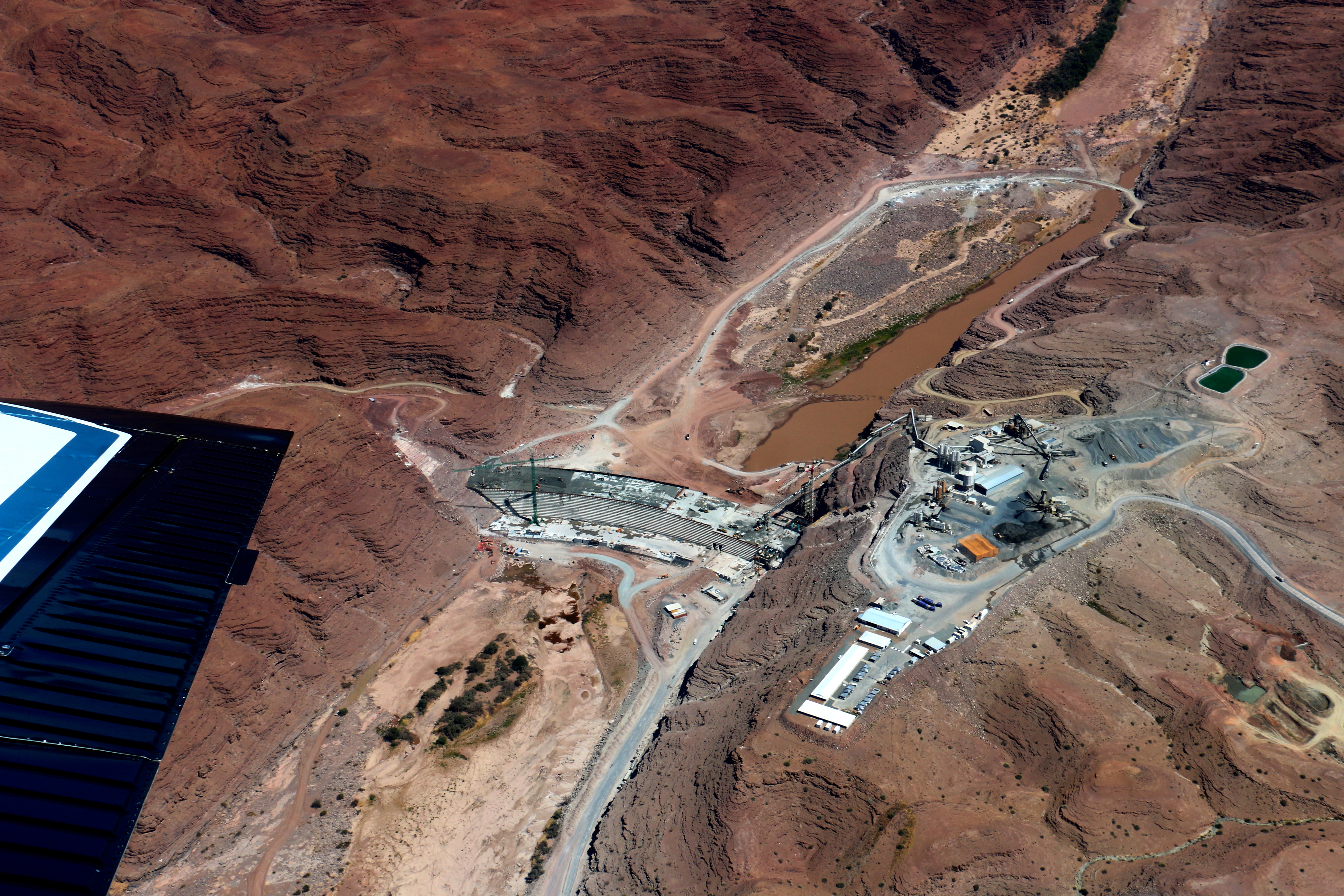
Vista aérea de la presa de Neckartal en construcción en octubre de 2016
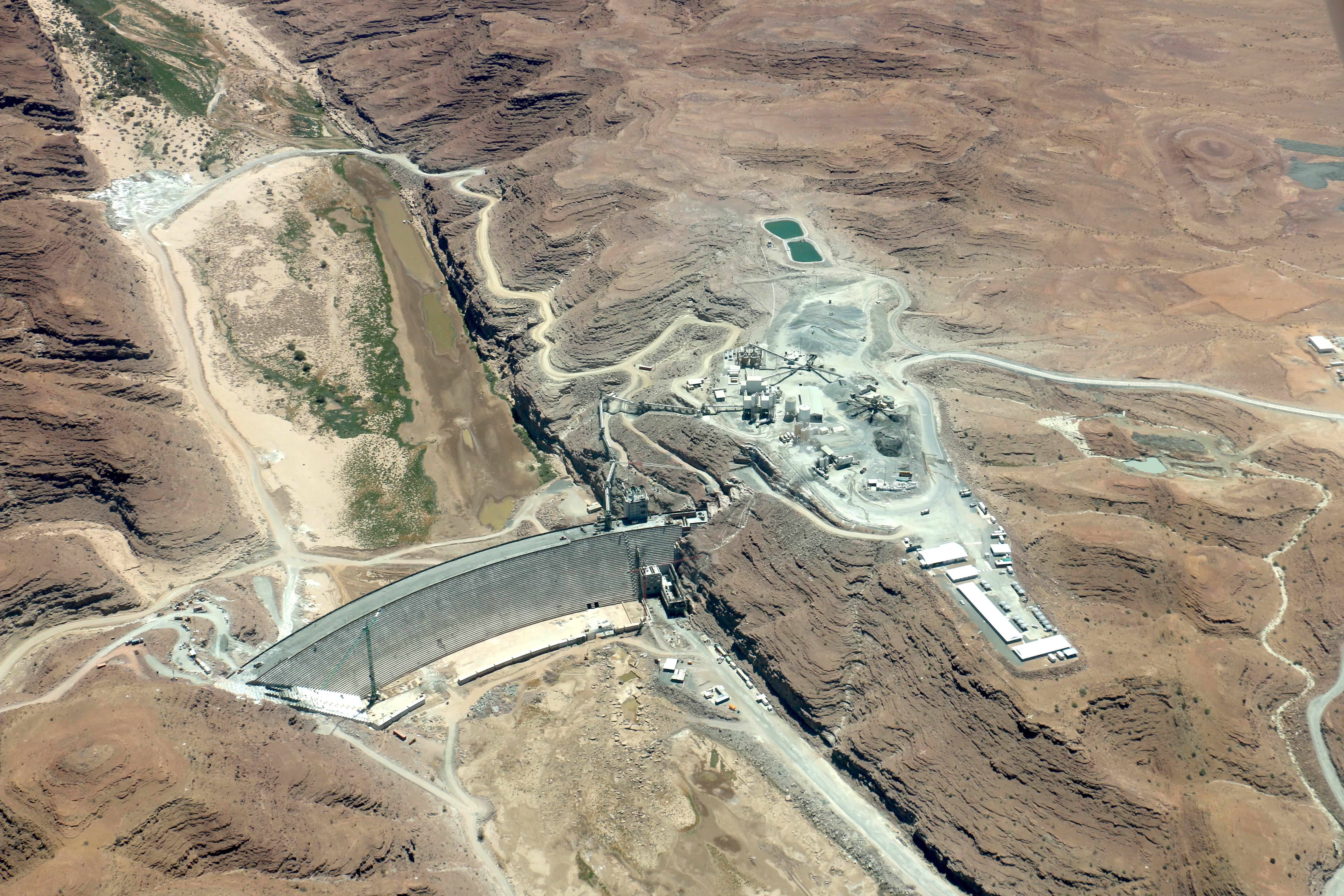
Vista aérea de la presa de Neckartal en construcción en octubre de 2017
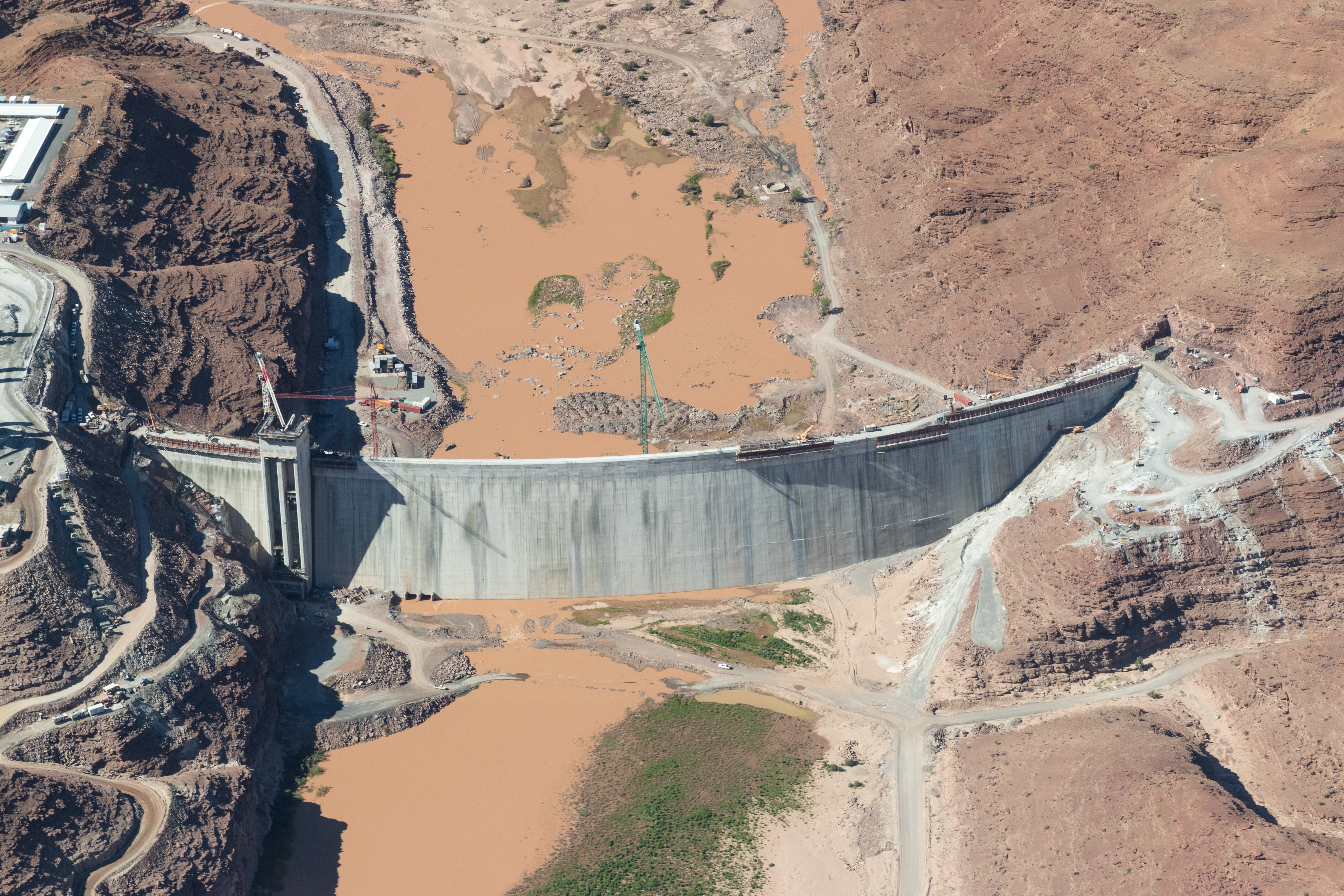
Represa de Neckartal a punto de finalizar abril de 2018